# ۵۳۰ توران‌دخت
سیارک ۵۳۰ (به انگلیسی: 530 Turandot، نامگذاری:1904NV) پانصد و سیمین سیارک کشف شده‌است که در ۱۱ آوریل ۱۹۰۴ و در هایدلبرگ کشف شد.
قدر مطلق سیارک برابر ۹٫۲۹ است.